# Tavushi Jrambar
Tavushi Jrambar är en reservoar i Armenien. Den ligger i den norra delen av landet, 110 kilometer nordost om huvudstaden Jerevan. Tavushi Jrambar ligger 938 meter över havet.
Omgivningarna runt Tavushi Jrambar är en mosaik av jordbruksmark och naturlig växtlighet. Runt Tavushi Jrambar är det ganska tätbefolkat, med 58 invånare per kvadratkilometer.